# Lepidotrigla papilio
Lepidotrigla papilio är en fiskart som först beskrevs av Cuvier 1829.  Lepidotrigla papilio ingår i släktet Lepidotrigla och familjen knotfiskar. Inga underarter finns listade i Catalogue of Life.